# 2986 Mrinalini
2986 Mrinalini este un asteroid din centura principală, descoperit pe 24 septembrie 1960 de PLS.